# نوجة دة (نمين)
نوجة دة هي قرية في مقاطعة نمين، إيران. عدد سكان هذه القرية هو 447 في سنة 2006.